# Angelo Debarre

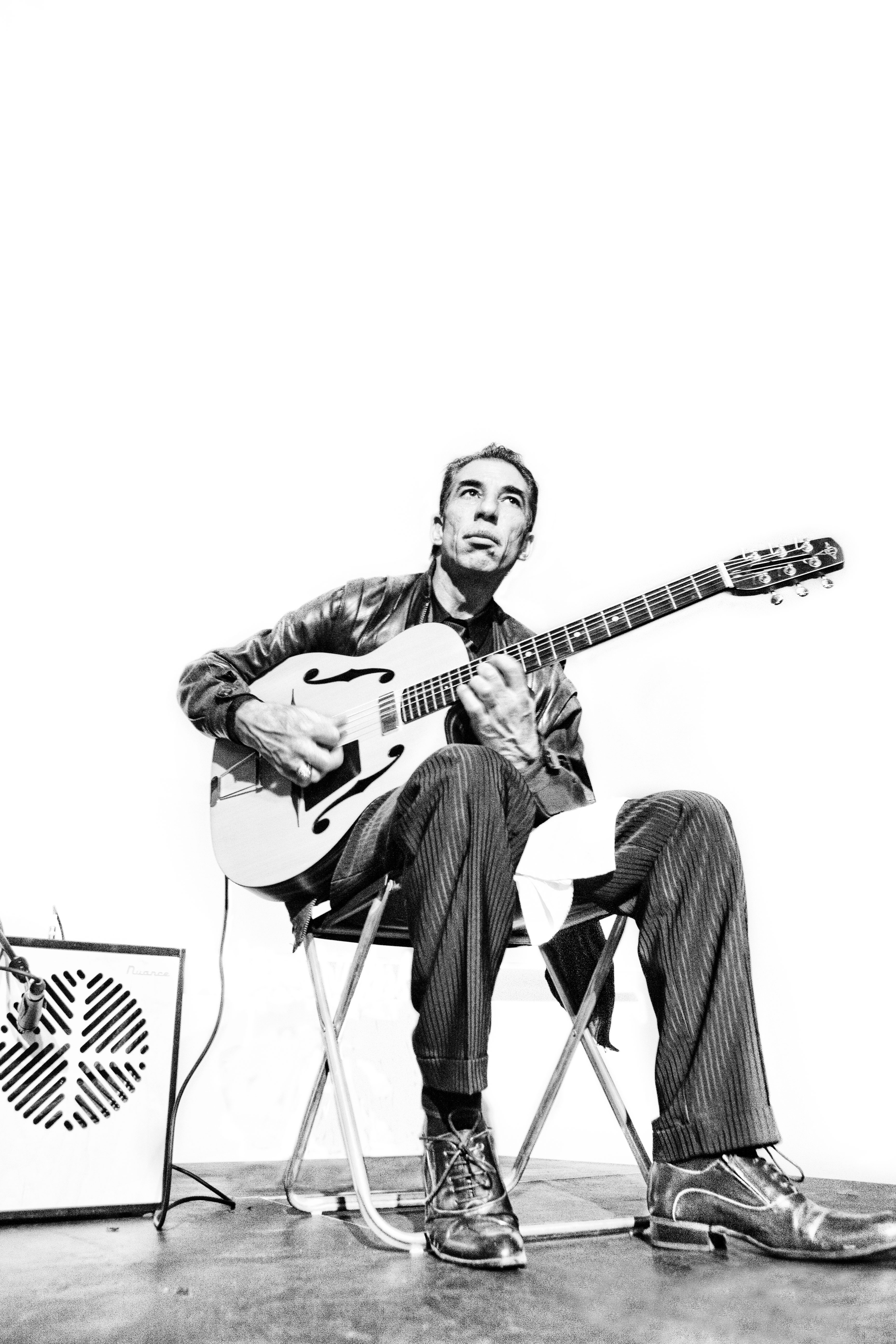
Angelo Debarre (2013)

Angelo Debarre (* 19. August 1962 in Saint-Denis) ist ein französischer Sinto, Gitarrist und Jazzmusiker. Er spielt hauptsächlich Gypsy Swing bzw. Gypsy-Jazz.

## Werdegang
Angelo Debarre begann mit acht Jahren Gitarre zu spielen. Sein wichtigster musikalischer Einfluss war Django Reinhardt. Im Jahr 1984 gründete er das Angelo Debarre Quintet, mit welchem er auch auf Tour ging. Debarre spielte unter anderem zusammen mit Künstlern wie Biréli Lagrène, Jon Larsen, Stochelo Rosenberg, Tchavolo Schmitt, Hono Winterstein, Jimmy Rosenberg, Florin Niculescu und Diego Imbert. Er nahm auch mehrere CDs mit dem Hot Club de Norvège auf. Auf dem Djangofest 2004 trat er mit Tim Kliphuis auf. Mit Romane, Boulou und Elios Ferré bildet er das Quartett Django 100.

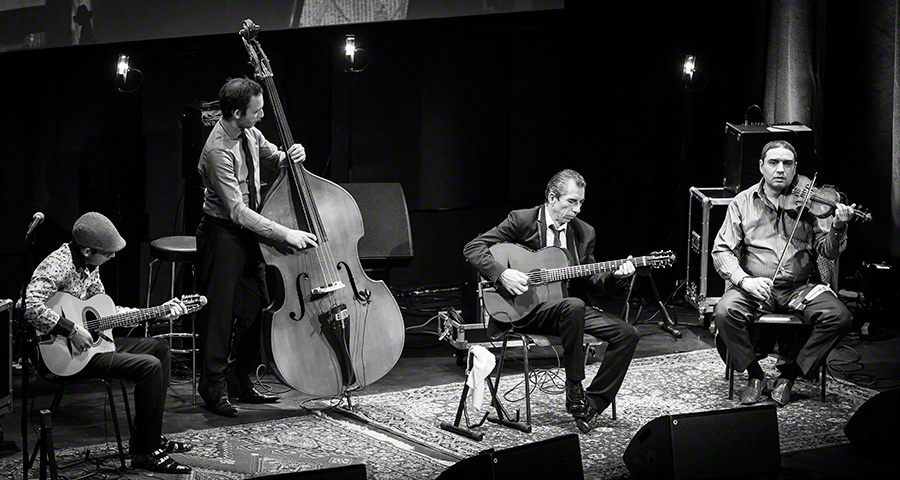
Angelo Debarre Quartet (2016)

## Diskographie (Auszug)

### Als Leader
- Come into My Swing (2003) mit Ludovic Beier
- Entre Amis (2005) mit Ludovic Beier
- Portrait of Angelo Debarre (2005)
- Caprice (2006)

### Als Sideman
- Hot Club de Norvège – La Roue Fleurie (1992)
- Hot Club de Norvège – Portrait of Django (1994)
- Bratsch – Rien dans les poches (1998)
- Florin Niculescu – Gypsy Swing of Paris (2001)
- Moreno Trio – Romano Baschepen (2003)

## Konzerte und Festivals

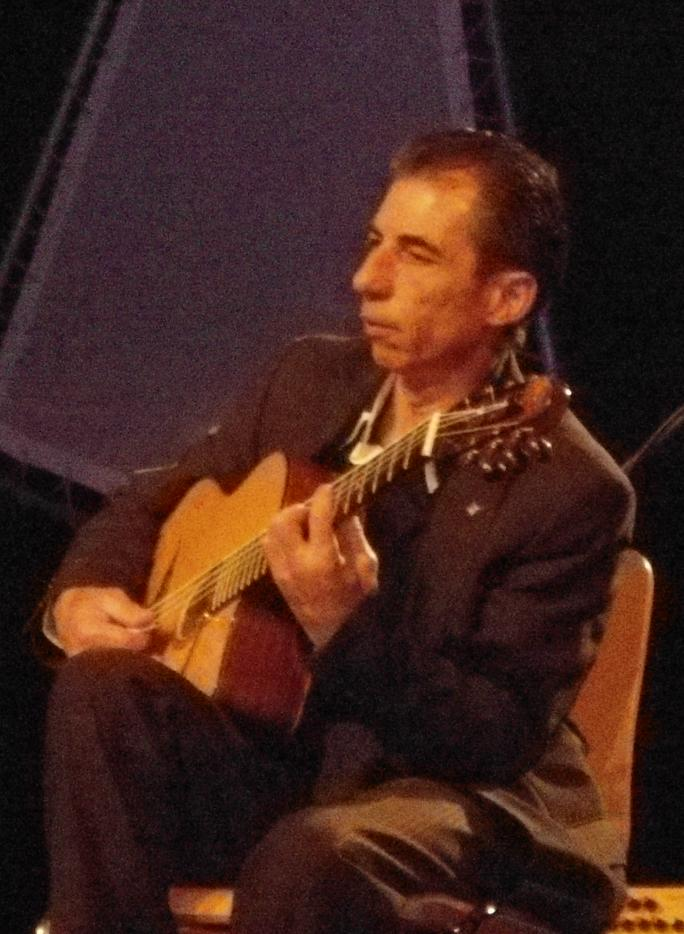
Angelo Debarre beim Jazzfestival St. Ingbert 2013

- Festival de Jazz Django Reinhardt, Samois-sur-Seine, Frankreich 1987, 1998, 2007, 2010
- Festival Django Reinhard, Oslo, Norwegen 1989, 1993, 1997
- Coup de Cœur Francophone – Montréal, Québec, Kanada 1998
- Festival Tsigane de Ostende, Belgien 1999
- Midem Cannes-Selection «Talents Jazz 99» 1999
- Coup de Cœur Francophone – Québec, Canada 2000
- Festival de Jazz de la Villette, Frankreich 2000
- Festival Patrimonio Les Nuits de la guitare 2000
- UK Gypsy Swing Festival, Juni 2001
- New-York Django Festival, Nov–Dez 2001
- Django Festival in Norwegen, Januar 2002